# Zheng Kai
Zheng Kai, también conocido como Ryan Zheng, es un actor y personalidad de televisión chino.

## Biografía
Se graduó del "Shanghai Theatre Academy" en 2008.
En 2015 comenzó a salir con Cheng Xiaoyue (también conocida como Yvonne Ching); sin embargo, la relación finalizó en el 2017.
Comenzó a salir con la actriz china Vivi Miao, el 21 de mayo del 2020 la pareja anunció que se había casado. En octubre del mismo año anunciaron que le habían dado la bienvenida a su primera hija.

## Carrera
En el 2011 apareció en la serie The Glamorous Imperial Concubine donde dio vida a Han Ming, el general de Later Shu.
En 2014 se unió al elenco principal del exitoso programa de televisión chino Keep Running, donde aparece hasta ahora. 

## Filmografía

### Series de televisión
| Año           | Título                           | Personaje                    | Notas          |
| ------------- | -------------------------------- | ---------------------------- | -------------- |
| 2020-presente | The Heritage                     | -                            |                |
| 2019-presente | Love in Shanghai                 | -                            | -              |
| 2017          | Huang Fei Hong                   | Huang Fei Hong               | -              |
| 2017          | Corner of Love                   | -                            | -              |
| 2016          | The Left Ear                     | -                            | -              |
| 2016          | Hello Tomorrow                   | -                            | -              |
| 2016          | Love Through the Millennium 2    | -                            | -              |
| 2015          | Are You a Pig                    | -                            | -              |
| 2015          | Lifting                          | -                            | -              |
| 2015          | Horizon Woman Heart              | -                            | -              |
| 2014          | Big Wave                         | -                            | -              |
| 2014          | Happy Double Yellow Lines        | -                            | -              |
| 2014          | Beautiful Temptation             | -                            | -              |
| 2014          | Fire Blue Blade 2                | -                            | -              |
| 2013          | Fairy Lake                       | -                            | -              |
| 2012          | The New Age Of Love              | -                            | -              |
| 2012          | Fire Blue Blade                  | -                            | -              |
| 2011          | The Glamorous Imperial Concubine | Han Ming                     | 21 episodios   |
| 2011          | Scarlet Heart                    | Príncipe Irgen-Gioro Zuoying | episodio #1.17 |
| 2009          | Mood Spa                         | -                            | -              |
| 2009          | Bloodshed Border Town            | -                            | -              |
| 2007          | Struggle                         | -                            | -              |

### Películas
| Año  | Título                         | Personaje    | Notas |
| ---- | ------------------------------ | ------------ | --- |
| 2021 | Never Stop (超越)              | -            | junto a Li Chen                                                                                           |
| 2021 | Zack Snyder's Justice League   | Ryan Choi    | [ 7 ] |
| 2019 | Bureau 749                     | -            | junto a Karry Wang, Vivi Miao, Min Ren, Xin Baiqing y Li Chen                                             |
| 2019 | Always Miss You (下一任：前任) | -            | junto a Li Dong-xue, Amber Kuo, Pauline Lan y Ben Wu                                                      |
| 2017 | The Founding of an Army        | -            | |
| 2016 | La gran muralla                | Shen         | junto a Matt Damon, Jing Tian, Andy Lau, Willem Dafoe, Pedro Pascal, Lu Han y Mackenzie Foy               |
| 2015 | This Is Me (Young For You)     | -            | junto a Michelle Chen, Bao Bei'er, Sun Jian, Tang Yixin y Wang Yongqiang y Tracy Chou                     |
| 2015 | Hurry Up Brother Film          | -            | junto a Angelababy, Wang Baoqiang, Li Chen, Chen He, Wong Cho-lam, Lynn Hung, Guo Jingfei y Kim Jong-kook |
| 2014 | A Stupid Journey               | Si Tu Yao Zu | junto a Sun Jian, Pan Zhi Lin, Wu Ma, Law Kar-ying y Yin Zhu-Sheng                                        |
| 2014 | Ex-Files (前任攻略)            | -            | junto a Han Geng, Yao Xingtong, Lee Sang-yeob, Ban Jiajia y Huang Mengying                                |

### Programas de variedades
| Año                    | Programa                     | Notas                                                    |
| ---------------------- | ---------------------------- | -------------------------------------------------------- |
| 2019-presente          | Heart Signal                 | panelista                                                |
| 2017-presente          | Keep Running                 | 57 episodios - miembro                                   |
| 2019                   | Super Penguin League         |                                                          |
| 2016, 2017, 2019       | Ace vs Ace                   | 3 episodios - (ep. #1.01, 1.05, 2.0.2 y 4.12) - invitado |
| 2018                   | Shake It Up (Let's Shake It) | participante                                             |
| 2018                   | The Sound                    | invitado                                                 |
| 2016                   | Day Day Up                   | invitado                                                 |
| 2013, 2015, 2016, 2018 | Happy Camp                   | 6 episodios - invitado                                   |

### Eventos
| Año  | Título                                        | Notas |
| ---- | --------------------------------------------- | ----- |
| 2019 | Zhejiang TV New Year Countdown Concert        |       |
| 2019 | Hunan TV - Suning Double 11 Carnival Festival |       |

### Anuncios
| Año  | Marcas (anuncios) | Notas                                      |
| ---- | ----------------- | ------------------------------------------ |
| 2018 | Adidas Neo        | junto a Dilraba Dilmurat y Yi Yang Qian Xi |

### Revistas / sesiones fotográficas
| Año  | Título                       | Notas                                                      |
| ---- | ---------------------------- | ---------------------------------------------------------- |
| 2020 | Variety China X Keep Running | junto a Li Chen, Cai Xukun, Guo Qilin, Sha Yi y Angelababy |
| 2019 | OK! Magazine                 | (publicación #192)                                         |
| 2019 | GQ Item                      | (publicación de diciembre)                                 |
| 2019 | GQ China                     | (tema: "All Eyes On You")                                  |
| 2019 | ThinkBook x Dahood           |                                                            |
| 2019 | Men’s Uno Touch              | (publicación de agosto)                                    |
| 2019 | Men’s Health China           | (publicación de agosto)                                    |

## Discografía

### Singles
| Año  | Canción                                              | Álbum                                                 | Notas                                                                  |
| ---- | ---------------------------------------------------- | ----------------------------------------------------- | ---------------------------------------------------------------------- |
| 2019 | Meteor Rain                                          | Interpretación en el "Zhejiang TV New Year Countdown" | junto a Li Chen, Lucas y Jerry Yan                                     |
| 2019 | The Brightest Star in the Night Sky (夜空中最亮的星) | Interpretado en los 32nd Golden Rooster Awards        | junto a William Chan, Li Yifeng y Du Jiang                             |
| 2019 | 造亿万吨光芒                                         | OST de "Keep Running"                                 | junto a Li Chen, Song Yuqi, Lucas, Zhu Yawen, Wang Yanlin y Angelababy |

### Otros
| Año  | Canción | Álbum | Notas                                                                                          |
| ---- | ------- | ----- | ---------------------------------------------------------------------------------------------- |
| 2020 |         | -     | (canción en homenaje a aquellos en la primera línea de la batalla contra COVID-19 en Shanghái) |